# Törnskrikor
Törnskrikor (Pseudoseisura) är ett släkte med fåglar i familjen ugnfåglar inom ordningen tättingar. Släktet omfattar fyra arter med utbredning i Sydamerika:
- Gråtofsad törnskrika (P. unirufa)
- Caatingatörnskrika (P. cristata)
- Brun törnskrika (P. lophotes)
- Vitstrupig törnskrika (P. gutturalis)